# Campionato italiano di calcio da tavolo 1992
Il diciottesimo campionato italiano di Subbuteo agonistico (calcio da tavolo) venne organizzano dalla F.I.C.M.S. a Milano nel 1992. Per la prima volta la gara è suddivisa nella categoria "Seniores" e nella categoria "Juniores". Quest'ultima è riservata ai giocatori "Under16".

## Risultati

### Categoria Seniores

#### Semifinali
- Davide Massino - Paolo Finardi 4-2
- Renzo Frignani - Roberto Iacovich 6-0

#### Finali
Finale 7º/8º posto
Andrea Casentini - Emanuele Funaro 2-0
Finale 5º/6º posto
Stefano Scagni - Giuseppe Ogno2-3
Finale 3º/4º posto
Paolo Finardi - Roberto Iacovich2-1
Finale 1º/2º posto du
Davide Massino - Renzo Frignani 5-3 d.c.p.

### Categoria Juniores

#### Finali
Finale 7º/8º posto
Maurizio Cuzzocrea  - Marco Cicchillo4-3
Finale 5º/6º posto
Paolo Spinelli - Matteo Zizola5-3
Finale 3º/4º posto
Nicola Napoletano - Ivan Bussetti 5-3 dtp
Finale 1º/2º posto
Simone Bertelli - Gianluca Frigento 1-0